# Wyeomyia clasoleuca
Wyeomyia clasoleuca är en tvåvingeart som beskrevs av Dyar och Frederick Knab 1908. Wyeomyia clasoleuca ingår i släktet Wyeomyia och familjen stickmyggor. Inga underarter finns listade i Catalogue of Life.